# سیرا گوردا
سیرا گوردا (به اسپانیایی: Sierra Gorda, Chile) یک بخش (کمون) در شیلی است که در استان آنتوفاگاستا واقع شده‌است.

## خصوصیات
سیرا گوردا ۱۲٬۸۸۶٫۴ کیلومترمربع مساحت و ۱٬۰۶۹ نفر جمعیت دارد و ۱٬۶۱۵ متر بالاتر از سطح دریا واقع شده‌است.